# CL Bay 06b

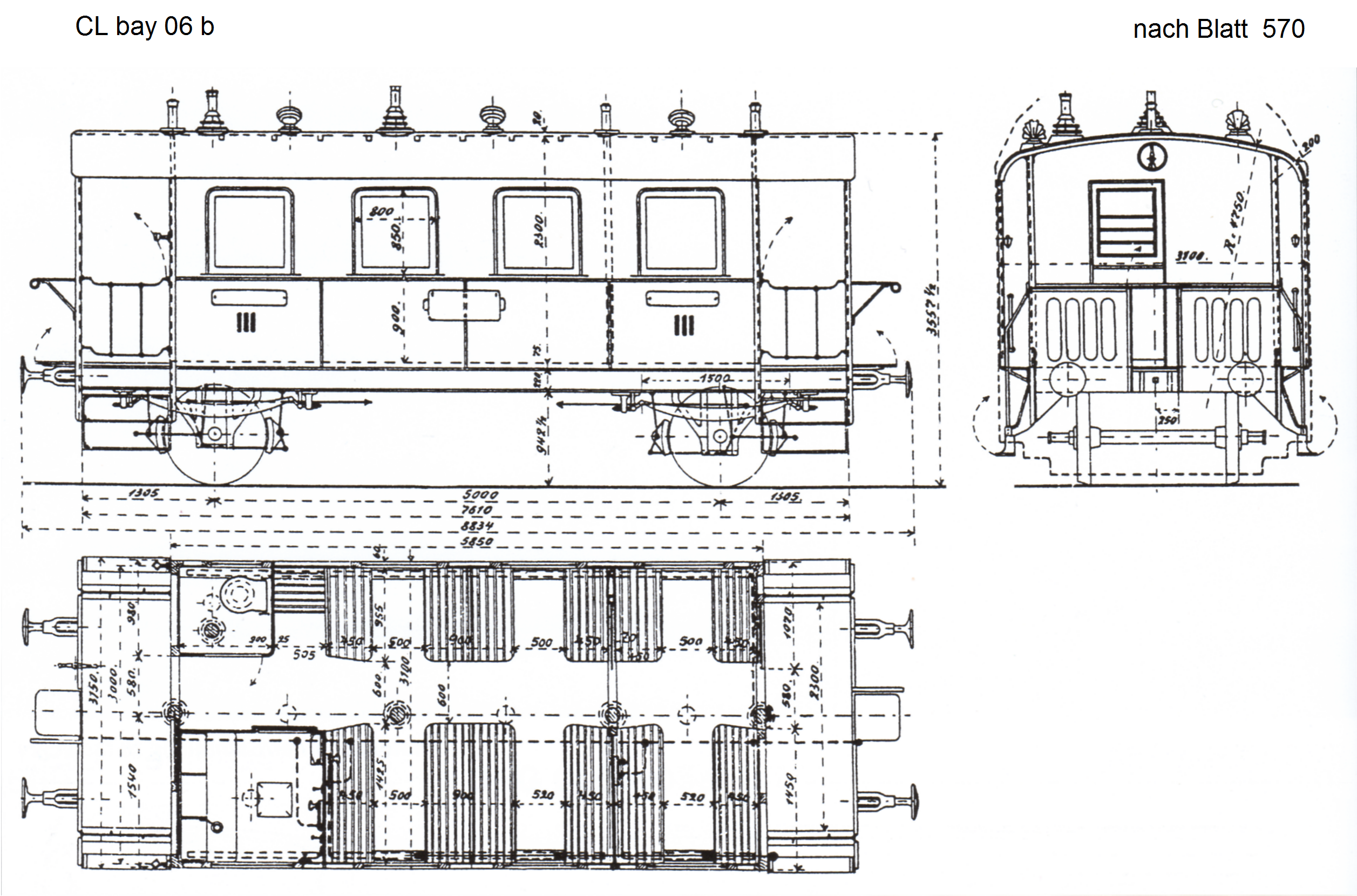
Zeichnung zu CL Bay 06b

Bei den CL Bay 06b handelte es sich um kurze Durchgangswagen für den bayerischen Lokalbahnverkehr. Sie wurden im Wagenstandsverzeichnis der Königlich Bayerischen Staatseisenbahnen (k.Bay.Sts.B.) von 1913 unter der Blatt-Nr. 570 geführt.

## Entwicklung
Mit dem größer werdenden Streckennetz an Lokalbahnen einher ging der Bedarf an passenden Wagen für den lokalen Personen-Nahverkehr. Da für die Beförderung nur Tenderlokomotiven mit geringer Zugkraft (z. B. Gattung PtL 2/2) zur Verfügung standen, wurden auch Personenwagen einer besonders leichten Bauart benötigt. Diese Wagen waren nicht für Militärtransporte geeignet.

## Beschaffung
Zwischen 1905 und 1911 wurden insgesamt 281 Wagen in den Gattungen BL, BCL, CL und PPostL beschafft, die alle – bis auf die Wagen der Gattung PPostL – einen einheitlichen Grundriss, offene Endplattformen mit Dixi-Gittern an den Aufstiegen und nur durch Bügel gesicherte Personalübergänge aufwiesen. Statt den bis dato gebräuchlichen Verbundfenstern wurden große Scheiben eingebaut.
Von den Wagen nach Blatt 570 wurden zwischen 1906 und 1909 in insgesamt fünf Beschaffungslosen 74 Wagen bei der Firma Waggonfabrik Josef Rathgeber in München beschafft. Im Gegensatz zu den CL nach Blatt 569 besaßen diese ein Dienstabteil für den Zugführer.

## Verbleib
Bis 1939 wurden insgesamt vier Wagen ausgemustert. Der Verbleib von neuen weiteren Wagen konnte nach Kriegsende 1945 nicht mehr geklärt werden. Von den gelieferten Fahrzeugen kamen noch insgesamt 51 zur DB, wo sie bis 1960 ausgemustert wurden.

## Konstruktive Merkmale

### Untergestell
Der Rahmen der Wagen war komplett aus Profileisen aufgebaut und genietet. Die äußeren Längsträger hatten U-Form mit nach außen gerichteten Flanschen. Die Querträger waren ebenfalls aus U-Profilen und nicht gekröpft. Als Zugeinrichtung hatten die Wagen Schraubenkupplungen nach VDEV. Die Zugstange war durchgehend und mittig gefedert. Als Stoßeinrichtung besaßen die Wagen geschlitzte Korbpuffer mit einer Einbaulänge von 612 Millimetern, die Pufferteller hatten einen Durchmesser von 370 Millimetern.

### Laufwerk
Die Wagen hatten genietete Fachwerkachshalter aus Flacheisen der kurzen, geraden Bauform. Gelagert waren die Achsen in Gleitachslagern. Die Räder hatten Speichenradkörper. Wegen des langen Radstandes von 5.000 Millimetern kamen Vereinslenkachsen zum Einsatz.
Neben einer Handspindelbremse, welche sich auf einer der Plattformen am Wagenende befand, hatten die Wagen auch Druckluftbremsen des Systems Westinghouse.

### Wagenkasten
Der Rahmen des Wagenkastens bestand aus hölzernen Ständerwerk. Dies war außen mit Blechen und innen mit Holz verkleidet. Die Stöße der Bleche wurden durch Deckleisten abgedeckt. Das Dach war flach gerundet und über die offenen Endplattformen hinausgezogen. Die Wagen besaßen umklappbare Lokalbahnauftritte, die später durch normale ersetzt wurden.

### Ausstattung
Der Wagentyp führte ausschließlich die 3. Klasse und hatte insgesamt 31 Sitzplätze und einen Abort. Zusätzlich verfügte der Wagen über ein Dienstabteil für den Zugbegleiter, weshalb dieser Wagentyp im Vergleich zum CL Bay 06a sechs Sitzplätze weniger aufwies. Für die beiden Endplattformen waren insgesamt 20 Stehplätze ausgewiesen.
Die Beleuchtung erfolgte durch Petroleumlampen. Die Beheizung erfolgte über Dampf. Belüftet wurden die Wagen durch statische Dachlüfter.

## Wagennummern
| Herstelldaten        | Herstelldaten        | Herstelldaten        | Wagennummern je Epoche Gattungszeichen | Wagennummern je Epoche Gattungszeichen | Wagennummern je Epoche Gattungszeichen | Wagennummern je Epoche Gattungszeichen | Wagennummern je Epoche Gattungszeichen | Wagennummern je Epoche Gattungszeichen | Wagennummern je Epoche Gattungszeichen | Fahrwerk | Fahrwerk | Fahrwerk | Ausstattung | Ausstattung | Ausstattung | Ausstattung | Ausstattung | Ausstattung | Ausstattung | Zusatzinfos | Zusatzinfos | Zusatzinfos | Zusatzinfos |
| Bau- jahr            | Her- steller         | Anz.                 | ab 1875                                | ab 1909 (1907)                         | Rep. (1919)                            | DR (ab 1923) | DRG (ab 1930) | DRG n. Umbau | Ausge- mustert | Bremsen | Anz. Achs. | Lenk- achs. | Bl. | Hz. | Anz. Abort | Anz. Sitze je Klasse | Anz. Sitze je Klasse | Anz. Sitze je Klasse | Anz. Sitze je Klasse | Signal- halter | Bemerkung | | |
| -------------------- | -------------------- | -------------------- | -------------------------------------- | -------------------------------------- | -------------------------------------- | --- | --- | --- | --- | --- | --- | --- | --- | --- | --- | --- | --- | --- | --- | --- | --- | --- | --- |
| Blatt-Nr. 570        | Blatt-Nr. 570        | Blatt-Nr. 570        |                                        | CL                                     |                                        | CL Bay 06b | CL Bay 06b | | | (siehe Legende) | | | (siehe Legende) | (siehe Legende) | | 1. | 2. | 3. | 4. | (siehe Legende) | | | |
| 1906                 | Rathg.               | 8                    |                                        | 20 655                                 |                                        | 9 301 Reg | 9 573 Reg | | 03/1954 | Pl, Wsbr | 2 | V | P | D | 1 | | | 31 | | | | | |
| 1906                 | Rathg.               | 8                    | 20 656                                 |                                        | 9 302 Reg                              | 9 574 Reg | | 07/1957 | | Pl, Wsbr | 2 | V | P | D | 1 | | | 31 | | | | | |
| 1906                 | Rathg.               | 8                    | 20 657                                 |                                        | 9 303 Reg                              | 9 575 Reg | | 06/1950 | Altschadwagen | Pl, Wsbr | 2 | V | P | D | 1 | | | 31 | | | | | |
| 1906                 | Rathg.               | 8                    | 20 658                                 |                                        | 9 304 Reg                              | 9 576 Reg | | 10/1954 | | Pl, Wsbr | 2 | V | P | D | 1 | | | 31 | | | | | |
| 1906                 | Rathg.               | 8                    | 20 659                                 |                                        | 9 305 Reg                              | 9 577 Reg | | 08/1951 | Altschadwagen | Pl, Wsbr | 2 | V | P | D | 1 | | | 31 | | | | | |
| 1906                 | Rathg.               | 8                    | 20 660                                 |                                        | 9 306 Reg                              | 9 578 Reg | | 10/1958 | | Pl, Wsbr | 2 | V | P | D | 1 | | | 31 | | | | | |
| 1906                 | Rathg.               | 8                    | 20 661                                 |                                        | 9 307 Reg                              | 9 579 Reg | | xx/193x | | Pl, Wsbr | 2 | V | P | D | 1 | | | 31 | | | | | |
| 1906                 | Rathg.               | 8                    | 20 662                                 |                                        | 9 308 Reg                              | 9 580 Reg | | 09/1954 | | Pl, Wsbr | 2 | V | P | D | 1 | | | 31 | | | | | |
| 1907                 | Rathg.               | 18                   |                                        | 20 663                                 |                                        | 9 327 Nür | 9 653 Nür | | 03/1947 | Pl, Wsbr | 2 | V | P | D | 1 | | | 31 | | | Altschadwagen | | |
| 1907                 | Rathg.               | 18                   | 20 664                                 |                                        | 9 328 Nür                              | 9 654 Nür | | 02/1957 | | Pl, Wsbr | 2 | V | P | D | 1 | | | 31 | | | | | |
| 1907                 | Rathg.               | 18                   | 20 665                                 |                                        | 9 329 Nür                              | 9 655 Nür | | 12/1957 | | Pl, Wsbr | 2 | V | P | D | 1 | | | 31 | | | | | |
| 1907                 | Rathg.               | 18                   | 20 666                                 |                                        | 9 330 Nür                              | 9 656 Nür | | 10/1951 | Altschadwagen | Pl, Wsbr | 2 | V | P | D | 1 | | | 31 | | | | | |
| 1907                 | Rathg.               | 18                   | 20 667                                 |                                        | 9 331 Nür                              | 9 657 Nür | | 10/1954 | | Pl, Wsbr | 2 | V | P | D | 1 | | | 31 | | | | | |
| 1907                 | Rathg.               | 18                   | 20 668                                 |                                        | 9 332 Nür                              | 9 658 Nür | | 09/1958 | | Pl, Wsbr | 2 | V | P | D | 1 | | | 31 | | | | | |
| 1907                 | Rathg.               | 18                   | 20 669                                 |                                        | 9 248 Mü                               | 9 631 Mü | | 01/1960 | | Pl, Wsbr | 2 | V | P | D | 1 | | | 31 | | | | | |
| 1907                 | Rathg.               | 18                   | 20 670                                 |                                        | 9 249 Mü                               | 9 632 Mü | | 03/1960 | | Pl, Wsbr | 2 | V | P | D | 1 | | | 31 | | | | | |
| 1907                 | Rathg.               | 18                   | 20 671                                 |                                        | 9 327 Nür                              | 9 653 Nür | | 09/1951 | Altschadwagen | Pl, Wsbr | 2 | V | P | D | 1 | | | 31 | | | | | |
| 1907                 | Rathg.               | 18                   | 20 672                                 |                                        | 9 251 Mü                               | 9 634 Mü | | 05/1959 | | Pl, Wsbr | 2 | V | P | D | 1 | | | 31 | | | | | |
| 1907                 | Rathg.               | 18                   | 20 673                                 |                                        | 9 252 Mü                               | 9 635 Mü | | 03/1956 | | Pl, Wsbr | 2 | V | P | D | 1 | | | 31 | | | | | |
| 1907                 | Rathg.               | 18                   | 20 674                                 |                                        | 9 234 Au                               | 9 629 Au | | 07/1955 | | Pl, Wsbr | 2 | V | P | D | 1 | | | 31 | | | | | |
| 1907                 | Rathg.               | 18                   | 20 675                                 |                                        | 9 235 Au                               | 9 630 Au | | 02/1959 | | Pl, Wsbr | 2 | V | P | D | 1 | | | 31 | | | | | |
| 1907                 | Rathg.               | 18                   | 20 676                                 |                                        | 9 333 Nür                              | 9 659 Nür | | 07/1960 | | Pl, Wsbr | 2 | V | P | D | 1 | | | 31 | | | | | |
| 1907                 | Rathg.               | 18                   | 20 677                                 |                                        | 9 334 Nür                              | 9 660 Nür | | ? 1945 | | Pl, Wsbr | 2 | V | P | D | 1 | | | 31 | | | | | |
| 1907                 | Rathg.               | 18                   | 20 678                                 |                                        | 9 335 Nür                              | 9 661 Nür | | 06/1950 | Altschadwagen | Pl, Wsbr | 2 | V | P | D | 1 | | | 31 | | | | | |
| 1907                 | Rathg.               | 18                   | 20 679                                 |                                        | 9 336 Nür                              | 9 662 Nür | | 07/1950 | Altschadwagen | Pl, Wsbr | 2 | V | P | D | 1 | | | 31 | | | | | |
| 1907                 | Rathg.               | 18                   | 20 680                                 |                                        | 9 337 Nür                              | 9 663 Nür | | 11/1957 | | Pl, Wsbr | 2 | V | P | D | 1 | | | 31 | | | | | |
| 1909                 | Rathg.               | 12                   |                                        | 20 739                                 |                                        | 9 352 Nür | 9 800 Nür | | 09/1962 | Pl, Wsbr | 2 | V | P | D | 1 | | | 31 | | | | | |
| 1909                 | Rathg.               | 12                   | 20 740                                 | 9 353 Nür                              | 9 812 Reg                              | | 03/1954 | | | Pl, Wsbr | 2 | V | P | D | 1 | | | 31 | | | | | |
| 1909                 | Rathg.               | 12                   | 20 741                                 | 9 354 Nür                              | 9 813 Reg                              | | 11/1950 | | | Pl, Wsbr | 2 | V | P | D | 1 | | | 31 | | | | | |
| 1909                 | Rathg.               | 12                   | 20 742                                 | 9 236 Wür                              | 9 801 Nür                              | | 10/1955 | | | Pl, Wsbr | 2 | V | P | D | 1 | | | 31 | | | | | |
| 1909                 | Rathg.               | 12                   | 20 743                                 | 9 237 Wür                              | 9 802 Nür                              | | 05/1942 | | | Pl, Wsbr | 2 | V | P | D | 1 | | | 31 | | | | | |
| 1909                 | Rathg.               | 12                   | 20 744                                 | 9 277 Mü                               | 9 789 Mü                               | | 06/1951 | Altschadwagen | | Pl, Wsbr | 2 | V | P | D | 1 | | | 31 | | | | | |
| 1909                 | Rathg.               | 12                   | 20 745                                 | 9 278 Mü                               | 9 790 Mü                               | | 02/1953 | | | Pl, Wsbr | 2 | V | P | D | 1 | | | 31 | | | | | |
| 1909                 | Rathg.               | 12                   | 20 746                                 | 9 238 Au                               | 9 699 Au                               | | 04/1956 | | | Pl, Wsbr | 2 | V | P | D | 1 | | | 31 | | | | | |
| 1909                 | Rathg.               | 12                   | 20 747                                 | 9 239 Au                               | 9 700 Au                               | | 08/1962 | | | Pl, Wsbr | 2 | V | P | D | 1 | | | 31 | | | | | |
| 1909                 | Rathg.               | 12                   | 20 748                                 | 9 279 Mü                               | 9 727 Mü                               | | 03/1959 | | | Pl, Wsbr | 2 | V | P | D | 1 | | | 31 | | | | | |
| 1909                 | Rathg.               | 12                   | 20 749                                 | 9 280 Mü                               | 9 728 Mü                               | | ? 1945 | | | Pl, Wsbr | 2 | V | P | D | 1 | | | 31 | | | | | |
| 1909                 | Rathg.               | 12                   | 20 750                                 | 9 281 Mü                               | 9 729 Mü                               | | ? 1945 | | | Pl, Wsbr | 2 | V | P | D | 1 | | | 31 | | | | | |
| 1909                 | Rathg.               | 3                    |                                        | 20 780                                 |                                        | 9 366 Nür | 9 809 Nür | | ? 1945 | Pl, Wsbr | 2 | V | P | D | 1 | | | 31 | | | | | |
| 1909                 | Rathg.               | 3                    | 20 781                                 |                                        | 9 367 Nür                              | 9 810 Nür | | 12/1956 | | Pl, Wsbr | 2 | V | P | D | 1 | | | 31 | | | | | |
| 1909                 | Rathg.               | 3                    | 20 782                                 |                                        | 9 368 Nür                              | 9 811 Nür | | 01/1957 | | Pl, Wsbr | 2 | V | P | D | 1 | | | 31 | | | | | |
| Legende Bremsen      | Legende Bremsen      | Legende Bremsen      | Legende Bremsen                        | Handbremstypen                         | Handbremstypen                         | BrH = Bremserhaus, Pl = Handbremse auf Plattform, Fsbr = Freisitzbremse | BrH = Bremserhaus, Pl = Handbremse auf Plattform, Fsbr = Freisitzbremse | BrH = Bremserhaus, Pl = Handbremse auf Plattform, Fsbr = Freisitzbremse | BrH = Bremserhaus, Pl = Handbremse auf Plattform, Fsbr = Freisitzbremse | BrH = Bremserhaus, Pl = Handbremse auf Plattform, Fsbr = Freisitzbremse | BrH = Bremserhaus, Pl = Handbremse auf Plattform, Fsbr = Freisitzbremse | BrH = Bremserhaus, Pl = Handbremse auf Plattform, Fsbr = Freisitzbremse | BrH = Bremserhaus, Pl = Handbremse auf Plattform, Fsbr = Freisitzbremse | BrH = Bremserhaus, Pl = Handbremse auf Plattform, Fsbr = Freisitzbremse | BrH = Bremserhaus, Pl = Handbremse auf Plattform, Fsbr = Freisitzbremse | BrH = Bremserhaus, Pl = Handbremse auf Plattform, Fsbr = Freisitzbremse | BrH = Bremserhaus, Pl = Handbremse auf Plattform, Fsbr = Freisitzbremse | BrH = Bremserhaus, Pl = Handbremse auf Plattform, Fsbr = Freisitzbremse | BrH = Bremserhaus, Pl = Handbremse auf Plattform, Fsbr = Freisitzbremse | BrH = Bremserhaus, Pl = Handbremse auf Plattform, Fsbr = Freisitzbremse | BrH = Bremserhaus, Pl = Handbremse auf Plattform, Fsbr = Freisitzbremse | BrH = Bremserhaus, Pl = Handbremse auf Plattform, Fsbr = Freisitzbremse | BrH = Bremserhaus, Pl = Handbremse auf Plattform, Fsbr = Freisitzbremse |
|                      |                      |                      |                                        | Druckluftbremsen                       | Druckluftbremsen                       | Hnbr = Henri-Bremse, Hsbr = Henri-Schnellbremse, Kp. = Knorr-Bremse, Sbr. = Schleifer-Bremse, Ssbr = Schleifer-Schnellbremse, Wbr = Westinghouse-Bremse, Wsbr = Westinghouse-Schnellbremse | Hnbr = Henri-Bremse, Hsbr = Henri-Schnellbremse, Kp. = Knorr-Bremse, Sbr. = Schleifer-Bremse, Ssbr = Schleifer-Schnellbremse, Wbr = Westinghouse-Bremse, Wsbr = Westinghouse-Schnellbremse | Hnbr = Henri-Bremse, Hsbr = Henri-Schnellbremse, Kp. = Knorr-Bremse, Sbr. = Schleifer-Bremse, Ssbr = Schleifer-Schnellbremse, Wbr = Westinghouse-Bremse, Wsbr = Westinghouse-Schnellbremse | Hnbr = Henri-Bremse, Hsbr = Henri-Schnellbremse, Kp. = Knorr-Bremse, Sbr. = Schleifer-Bremse, Ssbr = Schleifer-Schnellbremse, Wbr = Westinghouse-Bremse, Wsbr = Westinghouse-Schnellbremse | Hnbr = Henri-Bremse, Hsbr = Henri-Schnellbremse, Kp. = Knorr-Bremse, Sbr. = Schleifer-Bremse, Ssbr = Schleifer-Schnellbremse, Wbr = Westinghouse-Bremse, Wsbr = Westinghouse-Schnellbremse | Hnbr = Henri-Bremse, Hsbr = Henri-Schnellbremse, Kp. = Knorr-Bremse, Sbr. = Schleifer-Bremse, Ssbr = Schleifer-Schnellbremse, Wbr = Westinghouse-Bremse, Wsbr = Westinghouse-Schnellbremse | Hnbr = Henri-Bremse, Hsbr = Henri-Schnellbremse, Kp. = Knorr-Bremse, Sbr. = Schleifer-Bremse, Ssbr = Schleifer-Schnellbremse, Wbr = Westinghouse-Bremse, Wsbr = Westinghouse-Schnellbremse | Hnbr = Henri-Bremse, Hsbr = Henri-Schnellbremse, Kp. = Knorr-Bremse, Sbr. = Schleifer-Bremse, Ssbr = Schleifer-Schnellbremse, Wbr = Westinghouse-Bremse, Wsbr = Westinghouse-Schnellbremse | Hnbr = Henri-Bremse, Hsbr = Henri-Schnellbremse, Kp. = Knorr-Bremse, Sbr. = Schleifer-Bremse, Ssbr = Schleifer-Schnellbremse, Wbr = Westinghouse-Bremse, Wsbr = Westinghouse-Schnellbremse | Hnbr = Henri-Bremse, Hsbr = Henri-Schnellbremse, Kp. = Knorr-Bremse, Sbr. = Schleifer-Bremse, Ssbr = Schleifer-Schnellbremse, Wbr = Westinghouse-Bremse, Wsbr = Westinghouse-Schnellbremse | Hnbr = Henri-Bremse, Hsbr = Henri-Schnellbremse, Kp. = Knorr-Bremse, Sbr. = Schleifer-Bremse, Ssbr = Schleifer-Schnellbremse, Wbr = Westinghouse-Bremse, Wsbr = Westinghouse-Schnellbremse | Hnbr = Henri-Bremse, Hsbr = Henri-Schnellbremse, Kp. = Knorr-Bremse, Sbr. = Schleifer-Bremse, Ssbr = Schleifer-Schnellbremse, Wbr = Westinghouse-Bremse, Wsbr = Westinghouse-Schnellbremse | Hnbr = Henri-Bremse, Hsbr = Henri-Schnellbremse, Kp. = Knorr-Bremse, Sbr. = Schleifer-Bremse, Ssbr = Schleifer-Schnellbremse, Wbr = Westinghouse-Bremse, Wsbr = Westinghouse-Schnellbremse | Hnbr = Henri-Bremse, Hsbr = Henri-Schnellbremse, Kp. = Knorr-Bremse, Sbr. = Schleifer-Bremse, Ssbr = Schleifer-Schnellbremse, Wbr = Westinghouse-Bremse, Wsbr = Westinghouse-Schnellbremse | Hnbr = Henri-Bremse, Hsbr = Henri-Schnellbremse, Kp. = Knorr-Bremse, Sbr. = Schleifer-Bremse, Ssbr = Schleifer-Schnellbremse, Wbr = Westinghouse-Bremse, Wsbr = Westinghouse-Schnellbremse | Hnbr = Henri-Bremse, Hsbr = Henri-Schnellbremse, Kp. = Knorr-Bremse, Sbr. = Schleifer-Bremse, Ssbr = Schleifer-Schnellbremse, Wbr = Westinghouse-Bremse, Wsbr = Westinghouse-Schnellbremse | Hnbr = Henri-Bremse, Hsbr = Henri-Schnellbremse, Kp. = Knorr-Bremse, Sbr. = Schleifer-Bremse, Ssbr = Schleifer-Schnellbremse, Wbr = Westinghouse-Bremse, Wsbr = Westinghouse-Schnellbremse | Hnbr = Henri-Bremse, Hsbr = Henri-Schnellbremse, Kp. = Knorr-Bremse, Sbr. = Schleifer-Bremse, Ssbr = Schleifer-Schnellbremse, Wbr = Westinghouse-Bremse, Wsbr = Westinghouse-Schnellbremse |
|                      |                      |                      |                                        | Saugluftbremsen                        | Saugluftbremsen                        | Hbr = Hardy-Bremse, Ahbr = Autom. Hardy-Vacuumbremse | Hbr = Hardy-Bremse, Ahbr = Autom. Hardy-Vacuumbremse | Hbr = Hardy-Bremse, Ahbr = Autom. Hardy-Vacuumbremse | Hbr = Hardy-Bremse, Ahbr = Autom. Hardy-Vacuumbremse | Hbr = Hardy-Bremse, Ahbr = Autom. Hardy-Vacuumbremse | Hbr = Hardy-Bremse, Ahbr = Autom. Hardy-Vacuumbremse | Hbr = Hardy-Bremse, Ahbr = Autom. Hardy-Vacuumbremse | Hbr = Hardy-Bremse, Ahbr = Autom. Hardy-Vacuumbremse | Hbr = Hardy-Bremse, Ahbr = Autom. Hardy-Vacuumbremse | Hbr = Hardy-Bremse, Ahbr = Autom. Hardy-Vacuumbremse | Hbr = Hardy-Bremse, Ahbr = Autom. Hardy-Vacuumbremse | Hbr = Hardy-Bremse, Ahbr = Autom. Hardy-Vacuumbremse | Hbr = Hardy-Bremse, Ahbr = Autom. Hardy-Vacuumbremse | Hbr = Hardy-Bremse, Ahbr = Autom. Hardy-Vacuumbremse | Hbr = Hardy-Bremse, Ahbr = Autom. Hardy-Vacuumbremse | Hbr = Hardy-Bremse, Ahbr = Autom. Hardy-Vacuumbremse | Hbr = Hardy-Bremse, Ahbr = Autom. Hardy-Vacuumbremse | Hbr = Hardy-Bremse, Ahbr = Autom. Hardy-Vacuumbremse |
| Legende BL           | Legende BL           | Legende BL           | Legende BL                             | Arten der Beleuchtung                  | Arten der Beleuchtung                  | P = Petroleumleuchte, G = Gasleuchte, Gg = Gas-Glühleuchte, El = elektrische Beleuchtung                                                                                                   | P = Petroleumleuchte, G = Gasleuchte, Gg = Gas-Glühleuchte, El = elektrische Beleuchtung                                                                                                   | P = Petroleumleuchte, G = Gasleuchte, Gg = Gas-Glühleuchte, El = elektrische Beleuchtung                                                                                                   | P = Petroleumleuchte, G = Gasleuchte, Gg = Gas-Glühleuchte, El = elektrische Beleuchtung                                                                                                   | P = Petroleumleuchte, G = Gasleuchte, Gg = Gas-Glühleuchte, El = elektrische Beleuchtung                                                                                                   | P = Petroleumleuchte, G = Gasleuchte, Gg = Gas-Glühleuchte, El = elektrische Beleuchtung                                                                                                   | P = Petroleumleuchte, G = Gasleuchte, Gg = Gas-Glühleuchte, El = elektrische Beleuchtung                                                                                                   | P = Petroleumleuchte, G = Gasleuchte, Gg = Gas-Glühleuchte, El = elektrische Beleuchtung                                                                                                   | P = Petroleumleuchte, G = Gasleuchte, Gg = Gas-Glühleuchte, El = elektrische Beleuchtung                                                                                                   | P = Petroleumleuchte, G = Gasleuchte, Gg = Gas-Glühleuchte, El = elektrische Beleuchtung                                                                                                   | P = Petroleumleuchte, G = Gasleuchte, Gg = Gas-Glühleuchte, El = elektrische Beleuchtung                                                                                                   | P = Petroleumleuchte, G = Gasleuchte, Gg = Gas-Glühleuchte, El = elektrische Beleuchtung                                                                                                   | P = Petroleumleuchte, G = Gasleuchte, Gg = Gas-Glühleuchte, El = elektrische Beleuchtung                                                                                                   | P = Petroleumleuchte, G = Gasleuchte, Gg = Gas-Glühleuchte, El = elektrische Beleuchtung                                                                                                   | P = Petroleumleuchte, G = Gasleuchte, Gg = Gas-Glühleuchte, El = elektrische Beleuchtung                                                                                                   | P = Petroleumleuchte, G = Gasleuchte, Gg = Gas-Glühleuchte, El = elektrische Beleuchtung                                                                                                   | P = Petroleumleuchte, G = Gasleuchte, Gg = Gas-Glühleuchte, El = elektrische Beleuchtung                                                                                                   | P = Petroleumleuchte, G = Gasleuchte, Gg = Gas-Glühleuchte, El = elektrische Beleuchtung                                                                                                   |
| Legende HZ           | Legende HZ           | Legende HZ           | Legende HZ                             | Arten der Beheizung                    | Arten der Beheizung                    | O = Ofenheizung, D = Dampfheizung, Pr. = Presskohleheizung, L = nur Dampfleitung | O = Ofenheizung, D = Dampfheizung, Pr. = Presskohleheizung, L = nur Dampfleitung | O = Ofenheizung, D = Dampfheizung, Pr. = Presskohleheizung, L = nur Dampfleitung | O = Ofenheizung, D = Dampfheizung, Pr. = Presskohleheizung, L = nur Dampfleitung | O = Ofenheizung, D = Dampfheizung, Pr. = Presskohleheizung, L = nur Dampfleitung | O = Ofenheizung, D = Dampfheizung, Pr. = Presskohleheizung, L = nur Dampfleitung | O = Ofenheizung, D = Dampfheizung, Pr. = Presskohleheizung, L = nur Dampfleitung | O = Ofenheizung, D = Dampfheizung, Pr. = Presskohleheizung, L = nur Dampfleitung | O = Ofenheizung, D = Dampfheizung, Pr. = Presskohleheizung, L = nur Dampfleitung | O = Ofenheizung, D = Dampfheizung, Pr. = Presskohleheizung, L = nur Dampfleitung | O = Ofenheizung, D = Dampfheizung, Pr. = Presskohleheizung, L = nur Dampfleitung | O = Ofenheizung, D = Dampfheizung, Pr. = Presskohleheizung, L = nur Dampfleitung | O = Ofenheizung, D = Dampfheizung, Pr. = Presskohleheizung, L = nur Dampfleitung | O = Ofenheizung, D = Dampfheizung, Pr. = Presskohleheizung, L = nur Dampfleitung | O = Ofenheizung, D = Dampfheizung, Pr. = Presskohleheizung, L = nur Dampfleitung | O = Ofenheizung, D = Dampfheizung, Pr. = Presskohleheizung, L = nur Dampfleitung | O = Ofenheizung, D = Dampfheizung, Pr. = Presskohleheizung, L = nur Dampfleitung | O = Ofenheizung, D = Dampfheizung, Pr. = Presskohleheizung, L = nur Dampfleitung |
| Legende Signalhalter | Legende Signalhalter | Legende Signalhalter | Legende Signalhalter                   | zum Übergang nach                      | zum Übergang nach                      | AT = Österreich, IT = Italien, CH = Schweiz, FR = Frankreich, BE = Belgien | AT = Österreich, IT = Italien, CH = Schweiz, FR = Frankreich, BE = Belgien | AT = Österreich, IT = Italien, CH = Schweiz, FR = Frankreich, BE = Belgien | AT = Österreich, IT = Italien, CH = Schweiz, FR = Frankreich, BE = Belgien | AT = Österreich, IT = Italien, CH = Schweiz, FR = Frankreich, BE = Belgien | AT = Österreich, IT = Italien, CH = Schweiz, FR = Frankreich, BE = Belgien | AT = Österreich, IT = Italien, CH = Schweiz, FR = Frankreich, BE = Belgien | AT = Österreich, IT = Italien, CH = Schweiz, FR = Frankreich, BE = Belgien | AT = Österreich, IT = Italien, CH = Schweiz, FR = Frankreich, BE = Belgien | AT = Österreich, IT = Italien, CH = Schweiz, FR = Frankreich, BE = Belgien | AT = Österreich, IT = Italien, CH = Schweiz, FR = Frankreich, BE = Belgien | AT = Österreich, IT = Italien, CH = Schweiz, FR = Frankreich, BE = Belgien | AT = Österreich, IT = Italien, CH = Schweiz, FR = Frankreich, BE = Belgien | AT = Österreich, IT = Italien, CH = Schweiz, FR = Frankreich, BE = Belgien | AT = Österreich, IT = Italien, CH = Schweiz, FR = Frankreich, BE = Belgien | AT = Österreich, IT = Italien, CH = Schweiz, FR = Frankreich, BE = Belgien | AT = Österreich, IT = Italien, CH = Schweiz, FR = Frankreich, BE = Belgien | AT = Österreich, IT = Italien, CH = Schweiz, FR = Frankreich, BE = Belgien |